# Przetrwać w Jukonie
Przetrwać w Jukonie – serial dokumentalny nadawany w Polsce na kanale Discovery. Opowiada o losach mieszkańców Tanany na Alasce.

## Odcinki

### Seria 1 (2012)
| n.o. | Data emisji USA      | Polski tytuł               | Angielski tytuł     |
| ---- | -------------------- | -------------------------- | ------------------- |
| 1    | 24 sierpnia 2012     | Polowanie albo głód        | Hunt or Starve      |
| 2    | 31 sierpnia 2012     | Wyścig po futro            | The Race for Fur    |
| 3    | 07 września 2012     | Wszystko na jedną kartę    | Going for Broke     |
| 4    | 14 września 2012     | Po cienkim lodzie          | On Thin Ice         |
| 5    | 21 września 2012     | Tragiczna wiosna           | Tragic Spring       |
| 6    | 28 września 2012     | Nowe życie i przeprowadzka | Man Up, Move Out    |
| 7    | 05 października 2012 | Zator na rzece             | Logjam              |
| 8    | 12 października 2012 | Koło niefortunnych zdarzeń | Wheel of Misfortune |
| 9    | 19 października 2012 | Ostatnia szansa            | Last Chance         |

### Seria 2 (2013)
| n.o. | Data emisji USA      | Data emisji PL   | Polski tytuł            | Angielski tytuł    |
| ---- | -------------------- | ---------------- | ----------------------- | ------------------ |
| 1    | 22 lutego 2013       |                  | Polowanie albo głód     | Feast or Famine    |
| 2    | 1 marca 2013         |                  | Nowy treser psów        | New Kid in Town    |
| 3    | 08 marca 2013        |                  | Kraina mrozu            | Hell Freezes Over  |
| 4    | 15 marca 2013        |                  | Trudne wybory           | Tough Choices      |
| 5    | 22 marca 2013        |                  | Świeża krew             | Fresh Blood        |
| 6    | 30 marca 2013        |                  | Modlitwa o śnieg        | Pray for Snow      |
| 7    | 05 kwietnia 2013     |                  | Węgorze i łosie         | Eeling and Dealing |
| 8    | 12 kwietnia 2013     |                  | W samym środku zimy     | Dead of Winter     |
| 9    | 20 października 2013 | 07 stycznia 2014 | Bez litości             | No Quarter         |
| 10   | 27 października 2013 | 14 stycznia 2014 | Wojna o terytorium      | Turf War           |
| 11   | 03 listopada 2013    | 21 stycznia 2014 | Wyścig psów             | Wolf Invasion      |
| 12   | 10 listopada 2013    | 28 stycznia 2014 | Niebezpieczna przeprawa | Deadly Crossing    |
| 13   | 17 listopada 2013    | 04 lutego 2014   | Wiosenne rytuały        | Rite of Spring     |
| 14   | 24 listopada 2013    | 11 lutego 2014   | Niebezpieczna rzeka     | River Rising       |
| 15   | 30 listopada 2013    | 18 lutego 2014   | Fala powodziowa         | Aftermath          |
| 16   | 01 grudnia 2013      | 25 lutego 2014   | Czas zmian              | Season of Change   |

### Seria 3 (2014)
| 1 | 02 września 2014     | 16 listopada 2014 | Breaking Points   | Granice wytrzymałości | Mieszkańcy Tanany dowiadują się o planach przedłużenia drogi Alaska Route 2 do ich miasteczka. Rządowy zakaz połowów na łososie zmusza mężczyzn do zapolowania na bizona. | Mieszkańcy Tanany dowiadują się o planach przedłużenia drogi Alaska Route 2 do ich miasteczka. Rządowy zakaz połowów na łososie zmusza mężczyzn do zapolowania na bizona. | Mieszkańcy Tanany dowiadują się o planach przedłużenia drogi Alaska Route 2 do ich miasteczka. Rządowy zakaz połowów na łososie zmusza mężczyzn do zapolowania na bizona. | Mieszkańcy Tanany dowiadują się o planach przedłużenia drogi Alaska Route 2 do ich miasteczka. Rządowy zakaz połowów na łososie zmusza mężczyzn do zapolowania na bizona. | Mieszkańcy Tanany dowiadują się o planach przedłużenia drogi Alaska Route 2 do ich miasteczka. Rządowy zakaz połowów na łososie zmusza mężczyzn do zapolowania na bizona. |
| 2 | 09 września 2014     | 23 listopada 2014 | Day of Reckoning  | Sądny dzień           | Podwójne morderstwo zaskakuje mieszkańców Tanany. | Podwójne morderstwo zaskakuje mieszkańców Tanany. | Podwójne morderstwo zaskakuje mieszkańców Tanany. | Podwójne morderstwo zaskakuje mieszkańców Tanany. | Podwójne morderstwo zaskakuje mieszkańców Tanany. |
| 3 | 16 września 2014     | 30 listopada 2014 | The Longest Day   | Najdłuższy dzień      | | | | | |
| 4 | 23 września 2014     | 7 grudnia 2014    | Rising Sons       |                       | | | | | |
| 5 | 30 września 2014     |                   | New Blood         |                       | | | | | |
| 6 | 07 października 2014 |                   | Mother vs. Nature |                       | | | | | |
| 7 | 14 października 2014 |                   | Stan's Gamble     |                       | | | | | |
| 8 | 21 października 2014 |                   | Winter takes All  |                       | | | | | |